# Артабан V
Артабан V (IV) — последний царь Парфии из династии Аршакидов в 216—224 годах н. э.
Артабан восстал против своего брата Вологеза VI и, одержав верх в очередной междоусобной борьбе, короновался царём, сосредоточив в своих руках высшую власть в Парфии.

## История
В период правления Артабана V римский император Каракалла воспользовался междоусобной борьбой в Парфии и, подражая Александру Македонскому, своему кумиру, решил покорить Парфию, чтобы раздвинуть границы Рима до Индии. В 216 г. римская армия под командованием Каракаллы перешла Тигр и вторглась в пределы Парфии. На начальных этапах войны римлянам сопутствовал успех, были взяты важные пограничные города и крепости парфян в Месопотамии.
Парфянам требовалось значительное время для подготовки своей армии к ответным действиям. Артабан лично возглавил парфянскую армию и выступил против Каракаллы. Узнав о приближении войск парфян, Каракалла отступил в Карры, где был убит в результате заговора во главе с Макрином, провозгласившим себя новым императором.
Но смерть Каракаллы не отвлекла Артабана от продолжения ответных действий. В результате обе армии — римская под командованием Макрина и парфянская под командованием Артабана — сошлись в битве при Нисибисе в 217 г. н. э. По описанию Геродиана, вся местность была завалена трупами, обе стороны несли огромные потери. Но парфяне продолжали наступать и теснить римлян, потери римлян уже приближались к катастрофическим масштабам, после чего Макрин вступил в переговоры с Артабаном. По условиям подписанного мира римляне возвращали все занятые города и крепости, все захваченные области в Месопотамии и выплачивали огромную контрибуцию в 200 млн сестерциев.
Битва при Нисибисе стала зенитом славы Артабана V. Даже несмотря на огромные потери, Парфия восстановила контроль над всеми ранее утерянными землями на Ближнем Востоке.
Вскоре после Нисибиса Артабану V пришлось столкнуться с более опасным противником, чем Рим. Недовольство народа, фактическая анархия в Парфии, истощённые ресурсы вследствие непрекращающихся войн с Римом вызвали бурю мятежей. Одним из восставших против власти парфян стал наместник провинции Парс — Ардашир I из рода Сасана. Артабану на начальном этапе борьбы удалось одержать верх над Ардаширом, но на сторону того стали переходить парфянские владетельные роды. Только род Каренов сохранил верность Аршакидам.
В результате ожесточённой борьбы войска Артабана были разгромлены Ардаширом, и власть в Иране перешла в руки новой правящей династии — Сасанидов. На этом завершилась эпоха 475-летнего правления Аршакидов.